# Dinastia dugua
A dinastia dugua (Duguwa) era a linhagem real dos primeiros maís (reis) do Império de Canem. Surgem no século VIII e governaram o país até Humé (r. 1075–1086) da dinastia sefaua usurpar o trono.

## Reis
| Nome        | Reinado     | Notas | Ref.                    |
| ----------- | ----------- | --- | ----------------------- |
| Ceife       | século VIII | Fundador da dinastia. Talvez associado ao nobre árabe do Iêmem que viveu no século VII. Também por vezes é tido, dependendo da tradição adotada, como fundador epônimo da dinastia sefaua. Nesse relato, o fundador da dinastia dugua foi seu irmão Dugu. | [ 3 ] [ 4 ] [ 5 ] [ 6 ] |
| Ibraim      | século VIII | Sucessor de Ceife, migrou com os duguas ao Canem, onde estabeleceu seu domínio sobre as populações locais. Governou por 16 anos. | [ 5 ] [ 7 ]             |
| Dugu        | século IX   | Sucessor de Ibraim. Governou por 250 anos e em algumas tradições é tido como fundador epônimo da dinastia. | [ 8 ] [ 9 ]             |
| Funa        | século IX   | Sucessor de Dugu. Governou por 60 anos. | [ 4 ] [ 8 ] [ 9 ]       |
| Archu       | século IX   | Sucessor de Funa. Governou por 250/300 anos. | [ 8 ] [ 9 ]             |
| Caturi      | século X    | Sucessor de Archu. Governou por 50 anos. | [ 8 ] [ 9 ]             |
| Biuma       | 987—1007    | Sucessor de Caturi, aquele que os informantes do viajante alemão do século XIX Heinrich Barth alegaram ser o primeiro a governar o território de Canem propriamente.                                                                                      | [ 7 ] [ 10 ]            |
| Bulu        | 1007—1023   | Sucessor de Biuma. Em seu reinado acolheu o missionário muçulmano Maomé ibne Mani em sua corte e ao que parece foi fundador da fação dos bulalas. | [ 11 ] [ 12 ]           |
| Arcu        | 1023—1067   | Sucessor de Bulu. Em seu reinado criou colônias de escravos em Cauar e Zuila, talvez pela necessidade de defesa dos interesses de Canem pelo melhor controle das atividades comerciais e pelo proselitismo religioso.                                     | [ 13 ] [ 14 ]           |
| Hu          | 1067—1071   | Sucessor de Arcu. Possivelmente era uma mulher e também possivelmente era o primeiro maí a professar o islamismo em Canem. | [ 8 ] [ 9 ] [ 15 ]      |
| Abdal Jalil | 1071—1075   | Sucessor de Hu. Foi o último governante dugua de Canem, sendo sucedido por Humé, primeiro maí sefaua. | [ 8 ] [ 9 ] [ 15 ]      |